# Alexandr Loginov
Alexandr Loginov (* 31. ledna 1992 Saratov) je ruský reprezentant v biatlonu a mistr světa ze sprintu na Mistrovství světa 2020 v Anterselvě.
Ve světovém poháru zvítězil ve své dosavadní kariéře ve čtyřech individuálních závodech. První individuální závod ovládl v německém Oberhofu v lednu 2019, kde zvítězil ve sprintu. Čtyřikrát triumfoval jako člen ruské mužské, resp. smíšené štafety.
V roce 2014 byl u něj prokázán doping a na dva roky byl vyloučen z mezinárodních soutěží.

## Sportovní kariéra
Alexandr Loginov se věnuje biatlonu od roku 2005. Ve světovém poháru debutoval 28. února 2013 ve sprintu v Oslu.
V listopadu 2014 usvědčen z užití krevního dopingu EPO, na dva roky byl vyloučen ze závodů organizovaných Mezinárodní biatlonovou unií a jeho výsledky od začátku sezony 2013/2014, včetně olympijských her 2014 v Soči, byly anulovány.
Do světového poháru se vrátil v roce 2016 – nejdřív do nižší soutěže, IBU Cupu, a 17. března 2017 i do nejvyšší soutěže během závodů v Oslu. Mezi závodníky však stále nebyl oblíbený – mnozí se s ním ani nezdravili.

## Výsledky

### Olympijské hry a mistrovství světa
| Sezóna  | Akce | Místo      | SP  | SZ  | HZ  | IZ  | ŠT | SŠT | SZD | Věk    |
| ------- | ---- | ---------- | --- | --- | --- | --- | -- | --- | --- | ------ |
| 2016/17 | MS   | Hochfilzen | –   | –   | –   | 72. | –  | 3.  | ×   | 25 let |
| 2018/19 | MS   | Östersund  | 2.  | 14. | 4.  | 14. | 3. | 4.  | –   | 27 let |
| 2019/20 | MS   | Anterselva | 1.  | 3.  | –   | 15. | 4. | 6.  | –   | 28 let |
| 2020/21 | MS   | Pokljuka   | 26. | 16. | 9.  | 31. | 3. | 9.  | –   | 29 let |
| 2021/22 | ZOH  | Peking     | 38. | 27. | 15. | 10. | 3. | 3.  | ×   | 30 let |

## Vítězství v závodech světového poháru

### Individuální
| Č.                           | sezóna    | datum          | místo                   | disciplína         |
| ---------------------------- | --------- | -------------- | ----------------------- | ------------------ |
| 1.                           | 2018/2019 | 11. ledna 2019 | Oberhof, Německo        | sprint             |
| 2.                           | 2019/2020 | 15. února 2020 | Anterselva, Itálie (MS) | sprint             |
| 3.                           | 2020/2021 | 22. ledna 2021 | Anterselva, Itálie      | vytrvalostní závod |
| 4.                           | 2021/2022 | 7. ledna 2022  | Oberhof, Německo        | sprint             |
| – závod na mistrovství světa |           |                |                         |                    |

### Kolektivní
| Č. | sezóna    | datum           | místo               | disciplína      |
| -- | --------- | --------------- | ------------------- | --------------- |
| 1. | 2012/2013 | 10. března 2013 | Soči, Rusko         | štafeta         |
| 2. | 2018/2019 | 13. ledna 2019  | Oberhof, Německo    | štafeta         |
| 3. | 2020/2021 | 10. ledna 2021  | Oberhof, Německo    | smíšená štafeta |
| 4. | 2021/2022 | 15. ledna 2022  | Ruhpolding, Německo | štafeta         |